# Drapeau de la Terre
 (novembre 2020).
Plusieurs propositions ont été émises pour la création d'un « drapeau de la Terre ». Aucune de ces propositions n'a recueilli la reconnaissance officielle d'un quelconque État. Les trois seuls drapeaux approchant de cet idéal et ayant obtenu une certaine reconnaissance politique et morale à l'échelle planétaire sont le drapeau des Nations unies, le drapeau olympique, et dans une moindre mesure celui — non officiel — du Jour de la Terre.

## Drapeau des Nations unies

## Drapeau olympique

Drapeau olympique

Le drapeau représente la terre au travers de ses 5 anneaux entrelacés désignant les continents. 

## Drapeau international de la planète Terre de Oskar Pernefeldt

Drapeau de la Terre

Conception alternative avec des anneaux torsadés dans le même sens.

Le Drapeau international de la planète Terre est un drapeau proposé par Oskar Pernefeldt — un apprenti designer suédois — dans l'objectif de représenter la Terre dans le cadre de son projet de fin d’études. Il a été conçu pour être utilisé dans les expéditions spatiales et il a deux objectifs principaux : 
1. Être utilisé pour représenter la planète Terre
2. Rappeler aux peuples de la Terre que nous partageons cette planète, peu importe les frontières nationales et que nous devons prendre soin les uns des autres ainsi que de la planète sur laquelle nous vivons.

Au centre du drapeau, sept anneaux forment une fleur, un symbole de la vie sur Terre. Les anneaux sont liés entre eux, ce qui représente comment tout ce qui se trouve sur notre planète, directement ou indirectement, est lié. La couleur bleue représente l'eau, qui est essentielle pour la présence de la vie. Egalement les océans, qui couvrent la plus grande partie de la surface de notre planète, la Terre.

Construction du drapeau

## Drapeau de la paix sur Terre

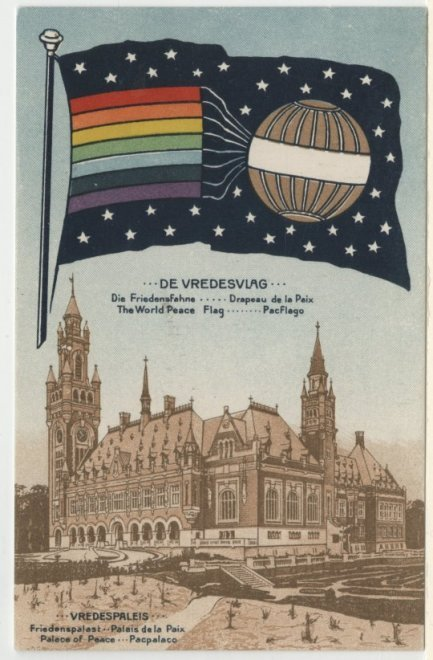
Illustration de Van Kirk en 1913

## Drapeau pour le jour de la Terre de John McConnell

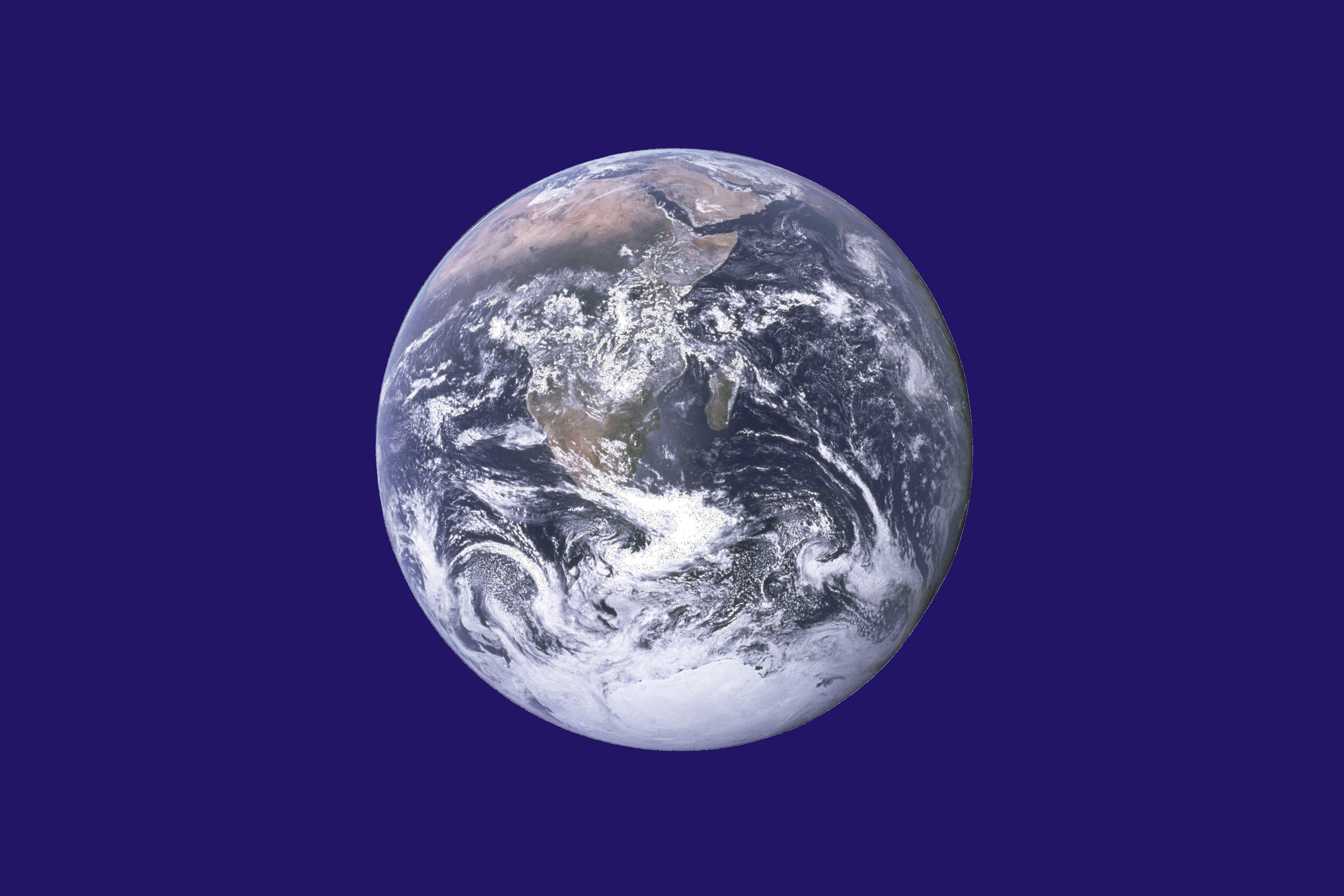
Drapeau proposé par John McConnell.

(novembre 2020).
Si vous disposez d'ouvrages ou d'articles de référence ou si vous connaissez des sites web de qualité traitant du thème abordé ici, merci de compléter l'article en donnant les références utiles à sa vérifiabilité et en les liant à la section « Notes et références ».
John McConnell (en) a présenté son drapeau aux Nations unies comme un symbole pour examen. En raison des opinions politiques de son créateur et du fait qu'il est devenu un symbole du Jour de la Terre, le drapeau est associé à la sensibilisation à l'environnement et à la célébration de la communauté mondiale. L'image de La Bille bleue a été placée dans le domaine public et la nature publique de cette image a été à la base d'une bataille juridique qui a abouti à l'invalidation d'une marque et d'un droit d'auteur initialement émis pour le drapeau du Jour de la Terre par le biais de son entité promotionnelle d'origine, World Equity, Inc. Cela n'invalide pas l'histoire officielle du drapeau de McConnell, mais uniquement la documentation officielle qui y a été publiée.

## Drapeau pour la Terre de James W. Cadle

À la fin des années 1960 James W. Cadle, fermier dans l’Illinois,[réf. souhaitée] imagine le « drapeau de la terre » (Flag of Earth) : celui-ci promeut le rêve d’une conquête spatiale menée par une humanité unie et non par des nations rivales comme ce sera le cas pendant la guerre froide. Malgré cette initiative, se basant sur la possibilité d’une gouvernance planétaire, le drapeau n’a pas de reconnaissance officielle, seulement quelques levés symboliques. Il est toutefois apprécié par de nombreux astronomes, souvent engagés dans le projet SETI (Recherche d'une intelligence extraterrestre).

## Drapeau du monde

Drapeau du monde en 2006

Le Drapeau du monde fut créé afin de sensibiliser et financer les organismes à but non lucratif œuvrant dans les domaines de l'éducation, de la santé dans le monde, des droits de l'homme et de l'environnement. Il sert de symbole unificateur inspirant un changement global positif tout en adoptant et célébrant la diversité culturelle.
Créé en 1988 par Paul Carroll, le Drapeau du monde est un reflet du monde destiné à trouver un écho auprès des habitants de la planète. Le modèle du drapeau monde a, en son centre, une image du monde entourée de 216 drapeaux nationaux. Il comprend chaque drapeau national, le drapeau des Nations unies et des drapeaux de territoire autonome dépendant d'une manière ou d'une autre à de plus grands pays. En raison de leur pouvoir intrinsèque symbolique, nationaliste et subconscient, les drapeaux offrent les possibilités propre à la vision que se fait Carroll. Il écrivit « Les drapeaux flottant de par le monde — en dépassant les frontières, la race et les religions — créent un impact unique compréhensible du détail vers l'ensemble et inversement. » Il anticipa une citation du New Scientist datée du 5 décembre 2007 : « le pouvoir des symboles pour à la fois inspirer et unifier les personnes trouve sa perfection la plus pertinente et significative dans les drapeaux nationaux et les bannières du monde ».